# Aprilskämt
Aprilskämt, eller äldre att "narra april", är en typ av practical joke som tillämpas över stora delar av världen den 1 april, vilket innebär att man försöker lura varandra på olika harmlösa sätt. I flera länder finns ramsor och uttryck som uttalas när man avslöjar att personen blivit lurad.
I Storbritannien, Irland, Kanada, USA, Australien och Nya Zeeland kallas dagen för All Fools' Day eller April Fools' Day. I Frankrike kallas den som blir utsatt för aprilskämt för un poisson d'avril (aprilfisk), och i Skottland för en gowk (gök/dummerjöns). I Indien är det tradition att luras under Holi-festen den 31 mars medan det i Spanien och Latinamerika är tradition att istället luras den 28 december på värnlösa barns dag.
Aprilskämtens ursprung är oklart, men de tidigaste beläggen för traditionen härstammar från 1500-talet. Redan i mitten av 1600-talet förekom det att tidningar publicerade aprilskämt, exempelvis i England, något som fortsatt har varit populärt inom olika massmedia, till dags dato.

## Ursprung

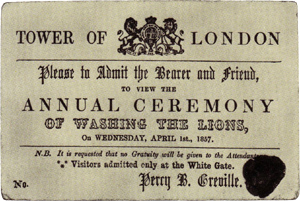
En engelsk aprilsedel från 1857 som informerar att lejonen på Tower of London ska tvättas. Detta evenemang skedde aldrig.

Aprilskämtens ursprung är oklart, men de tidigaste beläggen för traditionen härstammar från 1500-talet.
En tidig men omdiskuterad koppling mellan 1 april, dåraktighet och att luras finns i Geoffrey Chaucers The Canterbury Tales från 1392. Berättelsen "Nun's Priest's Tale" utspelar sig Syn March bigan thritty dayes and two. Detta skulle kunna utläsas som "32 mars", vilket skulle vara samma som 1 april I denna berättelse av Chaucer luras den fåfänga tuppen Chauntecleer av räven. Dock är det inte alls säkert att Chaucer refererade till 1 april. Samtida forskare menar att texten bygger på ett skrivfel som skett när texten kopierats och att Chaucer egentligen skrev, Syn March was gon. Om detta stämmer, betyder det att berättelsen egentligen utspelade sig 32 dagar efter mars, vilket skulle kunna utläsas som 2 maj, vilket sammanfaller med dagen då kung Rikard II av England gifte sig med Anna av Böhmen 1381.
År 1508 skrev den franska poeten Eloy d'Amerval om poisson d’avril (franska för "aprilfisk", en omskrivning för aprilskämt), vilket förmodligen är den äldsta kända källan som talar om denna företeelse i Frankrike. Under medeltiden firades nyårsdagen den 25 mars, i de flesta europeiska städer. I vissa delar av Frankrike firades nyåret en hel vecka som avslutades 1 april. Vissa forskare har föreslagit att traditionen med aprilskämt härstammar från att de som firade nyår den 1 januari gjorde narr av de som firade nyåret på andra datum. I Frankrike hade det blivit vanligt att fira nyår den 1 januari vid mitten av 1500-talet, och datumet gjordes officiellt då det 1564 skrevs in i ediktet i Roussillon.
År 1539 skrev den flamländska poeten Eduard de Dene om en adelsman som skickade sina tjänare på "påhittade/narrande/dumma ärenden" (engelskans "foolish errands") den första april. 1686 skrev John Aubrey om första april som "Fooles holy day" (på svenska ungefär "dårarnas, eller narrarnas, heliga dag"), vilket är äldsta kända brittiska källan. Den första april 1698 lurades många till Tower of London för att se när lejonen skulle tvättas.
I Nederländerna härleds ofta traditionen till den holländska segern 1572 vid Brielle, då den spanska hertigen Álvarez de Toledo besegrades. "Op 1 april verloor Alva zijn bril." är ett holländskt bevingat uttryck som kan översättas till: "Den 1 april förlorade Alva glasögonen". I detta sammanhang är glasögonen ("bril" på holländska) en omskrivning för Brielle. Denna teori ger dock ingen förklaring för varför man lurar varandra under 1 april.
Till Sverige tros aprilskämtet ha kommit i mitten av 1600-talet. Skämten gick då ut på att lura någon att gå dumma ärenden - till exempel fick den lurade ett brev, en så kallad aprilsedel. I delar av Sverige förekommer även aprilliknande skämt den 1 mars och den 1 maj, men med ramsan "mars, mars måne, jag kan lura dig till Skåne" respektive "maj, maj måne...", även om mars- och majskämt är mer ovanliga än aprilskämt.
I Finland finns det belägg för aprilskämt i högreståndsmiljöer på 1700-talet. Liksom i Sverige går traditionen tillbaka till gammal folklig skämttradition som riktades mot barn eller nyanställda. Eftersom det numera publiceras både skämt och allvar i sociala medier och på samma plattformar, meddelade flera mediehus 2017 att man temporärt väljer att utelämna aprilskämten. Seriösa nyhetsförmedlare ville inte förknippas med falska nyheter. Publiken reagerade emellertid med att kommentera att ett bra skämt också är samhällssatir som bäst och inte skall förknippas med ”fake news”.

## Ramsor och uttryck
- Svenska – April april, din dumma sill, jag kan lura dig vart jag vill eller April, april din dumma sill, jag kan lura vem jag vill. En äldre variant belagd från slutet av 1800-talet lyder: April april, din dumma sill, jag kan narra dig till hvad jag vill.[17]
- Norska – Aprilsnarr! (svenska: "Aprilnarr!")
- Danska – Aprilsnar! (svenska: "Aprilnarr!")
- Nederländska – Eén april, kikker in je bil! (die er nooit meer uit wil) (Svenska: "Den första april, groda i din rumpa! (som aldrig vill ut igen)")
- Tyska – April, April, der macht was er will! (Svenska: "April, april, gör han vad han vill!")
- Franska – Poisson d'avril (svenska: "aprilfisk")
- Finska – Aprillia, aprillia, syö silliä, juo kuravettä päälle (svenska: "April april, ät sill och drick lervatten till")[18]

## Kända aprilskämt

### Aprilskämt i svenska massmedier

#### 1950: Öland lossnar
Den 1 april 1950 meddelade den svenska tidningen Göteborgs-Posten (GP) att Öland lossnat från havsbotten och flutit in mot den svenska kusten.

#### 1962: Nylonstrumpan över TV-apparaten
Innan det fanns färg-TV i Sverige sändes den 1 april 1962 ett inslag i Sveriges Televisions nyheter där Kjell Stensson berättade att man nu installerat ny utrustning i TV-huset. Den gjorde så att man inte skulle behöva köpa en ny TV-apparat för att få tv-bilden i färg. Det skulle tills vidare räcka med att klippa upp en nylonstrumpa och sätta fast den över bildrutan på den gamla svartvita TV-apparaten.

#### 1980: Sommartid införs i smyg
Den 1 april 1980 skrev DN att sommartiden hade införts i smyg, utan föregående information: alla klockor gick fel, ingen visste vad klockan egentligen var, och totalt kaos rådde överallt, enligt DN.  I verkligheten infördes sommartiden den 6 april 1980, då Sverige fick sommartid för första gången sedan år 1917.  Från 1981 och framåt började sommartiden istället den sista söndagen i mars.

### Sport
- Den 1 april 1980 visades ett inslag i Sportnytt om att Råsunda fotbollsstadion blivit för dyr i drift och därför sålts till Anders Wall och dennes Beijerinvest för den symboliska summan av 1 krona. Vid restaurationer av stadion hade sedan stora guldfyndigheter hittats och ingen fotboll var därför genomförbar inom en överskådlig framtid. Den före detta förbundskaptenen Georg "Åby" Ericson intervjuades på plats och beklagade sig över hur fotbollen inte ansågs vara mer värd än alla guldfyndigheter som gjorts.[21]
- Den 1 april 1993 vann Brynäs IF den tredje SM-finalen hemma i Gavlerinken mot Luleå HF med 7–4. Därmed hade Brynäs reducerat till 1-2 i matcher och Luleå kunde därför ännu inte fira sitt första SM-guld (det skulle komma att dröja tre år till). Efter slutsignalen berättade SVT:s kommentator Arne Hegerfors att matchen skulle spelas om, samtidigt som TV-tittarna fick se hur åskådarna gick in i arenan igen. Experten Anders Parmström fyllde i med att orsaken var att Brynäs tränare Tommy Sandlin "tagit en rövare" och låtit sina spelare spela matchen med klubbor med otillåten vinkel på bladet. Hegerfors avslutade då sändningen med att SVT tyvärr inte kunde visa "den nya" matchen eftersom andra program skulle visas men SVT skulle givetvis bjuda på bilder i morgondagens Sportnytt. Den 2 april stod det dock klart för alla att firma Hegerfors/Parmström spelat in skämtet redan i samband med att publiken gick in i arenan den första, och enda, gången.
- Den 1 april 1996 sa SVT Sports Fotbollskväll att den svenske fotbollsspelaren Tomas Brolin skulle lånas tillbaka till det svenska laget IFK Norrköping. Brolin som spelade i Leeds hade sagt detta till SVT som aprilskämt. Hans tränare blev mycket irriterad över tilltaget.
- Den 1 april 1997 påstod SVT Text att den brasilianske fotbollsspelaren Ronaldo var klar för spel i det svenska laget AIK.
- Den 1 april 2005 meddelade Sporten på TV4 att holländaren Giovanni van Bronckhorst var klar för spel i BK Häcken.